# San Diego Loyal
Der San Diego Loyal Soccer Club, kurz San Diego Loyal, war ein US-amerikanisches Fußball-Franchise aus San Diego, Kalifornien. Das Franchise spielte in der USL Championship, der zweithöchsten Liga im US-Fußball.

## Geschichte
Am 20. Juni 2019 wurde bekannt gegeben, dass die Stadt San Diego ein Franchise in der USL Championship erhalten wird, das zur Saison 2020 oder 2021 den Spielbetrieb aufnehmen soll.  Präsident des neuen Franchises wurde Warren Smith, der bereits Präsident des Sacramento Republic FC und des Baseball-Franchises Sacramento River Cats war. Als erster Cheftrainer wurde der frühere amerikanische Nationalspieler Landon Donovan engagiert, der gleichzeitig zusammen mit Warren Smith, Andrew Vassiliadis und DeAndre Yedlin Mitglied der Eigentümergruppe war.
Das erste Pflichtspiel der Vereinsgeschichte, ein 1:1-Unentschieden gegen Las Vegas Lights, fand am 7. März 2020 in San Diego statt. Das erste Tor der Vereinsgeschichte erzielte der Engländer Charlie Adams.
Im August 2023 gab die United Soccer League bekannt, das der San Diego Loyal Soccer Club aufgegeben wird und 2023 die letzte Saison ist. Es ist nach langem Kampf nicht gelungen, einen tragfähigen Plan für ein Stadion zustande zu bringen.

## Stadion
Das Heimstadion von San Diego Loyal ist das Torero Stadium auf dem Gelände der University of San Diego. Das Stadion hat eine Zuschauerkapazität von 6000 Personen. Der Zuschauerschnitt in der Saison 2021 lag bei 3953.